# Harjamukti (Harjamukti)
Harjamukti is een bestuurslaag in het regentschap Kota Cirebon van de provincie West-Java, Indonesië. Harjamukti telt 18.725 inwoners (volkstelling 2010).